# فرحات يازغان
فرحات يازغان (بالتركية: Ferhat Yazgan)‏ (20 أكتوبر 1992 بكيل في ألمانيا - ) هو لاعب كرة قدم تركي في مركز الوسط. لعب مع نادي طرابزون سبور ونادي فولفسبورغ وهولشتاين كيل و1461 طرابزون.

## روابط خارجية
- فرحات يازغان على موقع اتحاد تركيا (لاعب) (الإنجليزية)
- فرحات يازغان على موقع قاعدة بيانات كرة القدم.إي يو (الإنجليزية)
- فرحات يازغان على موقع Soccerway.com (الإنجليزية)
- فرحات يازغان على موقع عالم كرة القدم.نت (الإنجليزية)
- فرحات يازغان على موقع AS.com (الإسبانية)